# Gudmund
Cette page présente le prénom Gudmund ainsi que ses variantes.
Gudmund est un prénom masculin scandinave, dérivé du vieux norrois Guðmundr, composé des éléments guð « dieu » et mundr « protection ». Il est surtout porté en Norvège. Sa variante islandaise est Guðmundur.

## Personnalités pourtant ce prénom
- Gudmund Grytøyr (en) (1920–2001), homme politique norvégien ;
- Gudmund Harlem (en) (1917–1988), physicien et homme politique norvégien ;
- Gudmund Hernes (en) (1941–), sociologue, auteur et homme politique norvégien ;
- Gudmund Hoel (1877–1956), architecte norvégien ;
- Gudmund Nyeland Brandt (en) (1878–1945), paysagiste danois ;
- Gudmund Restad (1937–), homme politique norvégien ;
- Gudmund Schütte (1872–1958), philologue et historien danois ;
- Gudmund Stenersen (1863–1934), peintre et illustrateur norvégien ;
- Gudmund Storlien (1990–), spécialiste norvégien du combiné nordique ;
- Gudmund Sundby (en) (1878–1973), ingénieur norvégien.
- Pour l'ensemble des articles sur les personnes portant ce prénom, consulter :
  - la liste des articles dont le titre commence par ce prénom
  - les listes produites par Wikidata : Liste des personnes de prénom « Gudmund » — même liste en incluant les éventuels prénoms composés qui contiennent « Gudmund ».